# Petropedetidae
Los petropedétidos (Petropedetidae) es una familia de anfibios anuros con distribución en el África subsahariana, excepto el extremo sur.

## Géneros
Se reconocen los siguientes según ASW:
- Arthroleptides Nieden, 1911 "1910" (3 sp.)
- Ericabatrachus Largen, 1991 (1 sp.)
- Petropedetes Reichenow, 1874 (8 sp.)